# Шони (Канзас)

Справа — округ Джонсон на карте штата Канзас, слева — город Шони на карте округа Джонсон.

Шо́ни (англ. Shawnee) — город в округе Джонсон, штат Канзас, США. Название города происходит от названия индейского племени шони.

## География, транспорт
Город расположен в северо-восточной части штата. С востока граничит с городом Мерриам, с юго-востока — с городом Оверленд-Парк, с юга — с городом Ленекса, с севера — с городом Лейк-Кивира, северную и западную границы города формирует река Канзас.

Площадь города составляет 111 км², из которых 2,6 км² занимают открытые водные пространства. Крупнейшая зелёная зона города — парк «Шони-Мишн» площадью почти 6,5 км², в том числе озеро площадью почти 0,5 км². Он был открыт в 1964 году, является крупнейшим парком округа и одним из наиболее посещаемых в штате.
Через город проходят крупные автомагистрали I-35, I-435, I-635

## История
Первое поселение в виде индейской миссии появилось на месте будущего города в 1831 году. В 1857 году посёлок был инкорпорирован со статусом «городок» (англ. town), в 1922 году статус был изменён на «город» (city).
В 2010 году журнал Money поместил Шони на 17-ю строчку своего ежегодного списка «Лучшие места для жизни» (в США). Критериями отбора были доступность жилья, чистота воздуха и среднее время, затрачиваемое на дорогу дом—работа.
В апреле 2015 года мэром Шони впервые в его истории стала женщина — Мишель Дистлер.

## Экономика
По данным 2013 года крупнейшими работодателями города были:
1. Школьный округ Де-Сото № 232 — 1000 человек (3,05 % всего работающего населения)
2. FedEx Ground[англ.] Package Systems, Inc. — 925 (2,83 %)
3. Deffenbaugh Industries, Inc. — 640 (1,96 %)
4. Bayer HealthCare, LLC — 583 (1,78 %)
5. Perceptive Software[англ.] — 551 (1,68 %) — компания была основана в Шони в 1995 году
6. Wal-Mart — 450 (1,37 %)
7. Harte Hanks[англ.] — 360 (1,1 %)
8. Администрация города — 275 (0,84 %)
9. NazDar Industries — 248 (0,76 %)
10. Продуктовый магазин и аптека Hy-Vee[англ.] — 230 (0,7 %)

## Демография
| Год переписи                    | Нас.  |       | %±     |
| ------------------------------- | ----- | ----- | ------ |
| 1930                            | 553   |       | —      |
| 1940                            | 597   |       | 8%     |
| 1950                            | 845   |       | 41,5%  |
| 1960                            | 9072  |       | 973,6% |
| 1970                            | 20946 |       | 130,9% |
| 1980                            | 29653 |       | 41,6%  |
| 1990                            | 37993 |       | 28,1%  |
| 2000                            | 47996 |       | 26,3%  |
| 2010                            | 62209 |       | 29,6%  |
| 2019                            | 65807 | [ 8 ] | 5,8%   |
| 1930–2019 U.S. Decennial Census |       |       |        |

На протяжении всего существования города его население неуклонно росло. Особо можно отметить 1950-е годы: тогда за десятилетие количество жителей увеличилось почти в одиннадцать раз.
2010 год
По переписи 2010 года в Шони проживали 62 209 человек, было 23 651 домохозяйство, 16 876 семей. Расовый состав: белые — 86,3 %, негры и афроамериканцы — 5,3 %, коренные американцы — 0,4 %, азиаты — 3 %, уроженцы тихоокеанских островов — 0,1 %, прочие расы — 2,3 %, смешанные расы — 2,6 %, латиноамериканцы (любой расы) — 7,5 %.

В 36,8 % домохозяйств проживали дети младше 18 лет, а в 6 % проживали пенсионеры старше 65 лет. 57,7 % домохозяйств представляли собой супружеские пары, проживающие совместно, 9,8 % — женщин — глав семьи без мужа и 28,6 % домохозяйств не являлись семьями. Средний размер домохозяйства составлял 2,61 человека, семьи — 3,11 человека.

27,7 % населения города были младше 18 лет, 6,9 % были в возрасте от 18 до 24 лет, 28,7 % — от 25 до 44 лет, 26,6 % — от 45 до 64 лет и 10,1 % жителей были старше 65 лет. Средний возраст горожанина составлял 36,4 лет. На 100 лиц женского пола приходилось 97,8 мужского, причём на 100 совершеннолетних женщин приходилось уже 95,8 мужчин сопоставимого возраста.
2012 год
По данным 2012 года средний доход домохозяйства города составлял 71 475 долларов в год, при среднем показателе по штату 50 241 доллар; доход на душу населения был 32 908 долларов в год.
2013 год
По оценкам 2013 года в Шони проживали 64 323 человека: 48,6 % мужского пола и 51,4 % женского. Средний возраст горожанина составлял 36,4 лет, при среднем показателе по штату 32,8 лет.

О происхождении своих предков горожане сообщили следующее: немцы — 24,4 %, ирландцы — 12,8 %, англичане — 9,6 %, французы — 2,6 %, шведы — 2,1 %.

Опрос жителей старше 15 лет показал, что 24,6 % из них не состоят в браке и никогда в нём не были, 59,4 % состоят в браке и живут совместно, 1 % состоят в браке, но живут раздельно, 3,8 % вдовствуют и 11,1 % находятся в разводе.

6,7 % жителей были рождены вне США (в том числе 1,9 % — в Азии), при среднем показателе по штату 6,5 %.
2014 год
По данным на июнь 2014 года безработица в Шони составила 4,7 %, при среднем показателе по штату 5,1 %. В декабре того же года безработица была 3,4 %.
В Шони проживали 64 170 человек: 48,6 % мужского пола и 51,4 % женского. Средний возраст горожанина составлял 36,1 лет. 6,7 % населения были младше 5 лет, 27,6 % — младше 18 лет, 61,9 % — от 18 до 65 лет и 10,5 % — старше 65 лет.

71,9 % домохозяйств являлись семьями, 28,1 % — нет. Средний размер домохозяйства составлял 2,65 человека, семьи — 3,13 человека. В 40,4 % домохозяйств проживали дети младше 18 лет, а в 18,8 % проживали пенсионеры старше 65 лет. 12,6 % домохозяйств имели годовой доход менее 25 000 долларов, 33,8 % — более 100 000 долларов. Средний доход домохозяйства города составлял 73 311 долларов в год, семьи — 88 545 долларов, на душу населения — 33 536 долларов, 4,6 % семей жили за чертой бедности.

Расовый состав: белые — 90,4 %, негры и афроамериканцы — 4,8 %, азиаты — 3,1 %, уроженцы тихоокеанских островов — 0,3 %, коренные американцы — 1,4 %, латиноамериканцы (любой расы) — 8,6 %.
2015 год
По оценкам 2015 года население Шони составляет 64 680 человек.

## Прочие факты
- Город-побратим — Эрфурт,  Германия (с 1993 года)